# Xã Omega, Quận Marion, Illinois
Xã Omega (tiếng Anh: Omega Township) là một xã thuộc quận Marion, tiểu bang Illinois, Hoa Kỳ. Năm 2010, dân số của xã này là 501 người.